# Aminopolycarbonsäuren

Asparaginsäure

Die Aminopolycarbonsäuren oder Komplexone sind eine Gruppe von Komplexbildnern, welche aus einem oder mehreren stickstoffhaltigen Gruppen und mehreren Carboxygruppen bestehen. EDTA und NTA werden dabei in den größten Mengen eingesetzt. EDTA ist jedoch nicht biologisch abbaubar und NTA gilt als krebserregend. Daher gewinnen neue Chelatoren wie Tetranatriumiminodisuccinat, Methylglycindiessigsäure und β-Alanindiessigsäure an Bedeutung.
Die natürlichen Aminosäuren Asparaginsäure und Glutaminsäure sind Aminodicarbonsäuren und zählen so auch zu den Aminopolycarbonsäuren.
Sie werden für die Chelatometrie benötigt und in Waschmitteln verwendet.

## Natürliche Aminopolycarbonsäuren
Einige Lebewesen verwenden Aminopolycarbonsäuren als Siderophore. So stellen Bakterien (S,S-Enantiomer) und Pilze (R,R-E.) Rhizoferrin und Rhizobactine her. Bei den Süßgräsern nutzt Hafer die Aveninsäure und Gerste die Mugineinsäure um Eisen aus dem Boden aufzunehmen.
Bei praktisch allen höheren Pflanzen ist Nicotianamin vorhanden.

Rhizoferrin
Rhizobactin DM4
Rhizobactin 1021
Mugineinsäure
Aveninsäure

Diese bilden teilweise deutlich stabilere Komplexe mit Eisen als die synthetischen Aminopolycarbonsäuren.

## Synthetische Aminopolycarbonsäuren
|                                     |                                        |                                                                     |
| Aminomalonsäure                     | Iminodiessigsäure (IDA)                | Nitrilotriessigsäure (NTA)                                          |
|                                     |                                        |                                                                     |
| Ethylendiamintetraessigsäure (EDTA) | Diethylentriaminpentaessigsäure (DTPA) | Ethylenglycol-bis(aminoethylether)-N,N,N',N'-tetraessigsäure (EGTA) |
|                                     |                                        |                                                                     |
| BAPTA                               | Tetranatriumiminodisuccinat (IDS)      | 1,4,7,10-Tetraazacyclododecan-1,4,7,10-tetraessigsäure (DOTA)       |
|                                     |                                        |                                                                     |
| HEDTA                               | Ethylendiamindibernsteinsäure (EDDS)   | Polyasparaginsäure                                                  |
|                                     |                                        |                                                                     |
| β-Alanindiessigsäure (β-ADA)        | Methylglycindiessigsäure (MGDA)        | Fura-1/2/3                                                          |